# Tine Pars
Tine Jensigne Pars (* 24. Januar 1967) ist eine grönländische Beamtin und Ernährungsphysiologin.

## Leben
Tine Pars ist die Tochter des dänischen Direktors Peter Pars und seiner grönländischen Frau Jensigne. Zu ihren drei Geschwistern gehört die Managerin Julia Pars (* 1968). Sie wuchs in Ilulissat auf und lebte später in Dänemark und Nuuk. Sie hat drei erwachsene Kinder.
Tine Pars studierte von 1985 bis 1992 experimentelle Biologie an der Universität Odense, wo sie 1992 ihre Masterarbeit En kostundersøgelse – foretaget i to nordvestgrønlandske bygder: Saqqaq og Oqaatsut i 1991.
(„Eine Ernährungsuntersuchung – durchgeführt in zwei nordwestgrönländischen Dörfern: Saqqaq und Oqaatsut im Jahr 1991“) verteidigte. Von 1992 bis 1995 arbeitete sie als Bevollmächtigte im Direktorat für Gesundheit, Umwelt und Forschung der grönländischen Regierung in der Abteilung für Vorsorge und Gesundheitsförderung. Von 1995 bis 1996 arbeitete sie am Dänischen Institut für Klinische Epidemiologie im Arbeitsbereich Grönland. Anschließend führte sie ab 1997 ein Promotionsstudium an der Universität Kopenhagen durch, dass sie im Jahr 2000 mit einer Arbeit über den Verzehr traditioneller grönländischer Lebensmittel in Westgrönland abschloss.
Nach der Promotion arbeitete sie bis 2002 als Qualitätschefin beim Lebensmittelunternehmen Nuka, das ein Teil des staatlichen Handelskonzerns KNI war. Von 2002 bis 2004 leitete sie die staatliche Kampagne Tulugaq zur nachhaltigen Ressourcennutzung. Von 2004 bis 2007 war Tine Pars selbstständig, wo sie mit ihrem Unternehmen Parare.gl hauptsächlich im Bereich Volksbildung aktiv war. Von 2007 bis 2008 war sie Personalchefin bei KNI. Am 1. Januar 2009 übernahm sie das Amt der Rektorin der Universität von Grönland von Aage Rydstrøm-Poulsen. 2015 verteidigte sie das Amt und trat ihre dritte Amtszeit an.
Zum 1. April 2017 wurde sie zur Departementschefin im grönländischen Gesundheitsministerium ernannt, weswegen sie die Universität verließ. Ihre Nachfolgerin wurde die Anthropologin Gitte Adler Reimer. Ihr Vertrag im Gesundheitsministerium lief 2021 aus und wurde nicht verlängert, woraufhin sie Kommunaldirektorin der Kommune Kujalleq wurde.